# Supercopa d'Europa de futbol 2002
La Supercopa d'Europa 2002 es va disputar el 30 d'agost del 2002 entre el Reial Madrid d'Espanya i el Feyenoord dels Països Baixos. El Real Madrid es va classificar al batre el Bayer Leverkusen en la final de la Lliga de Campions de la UEFA 2001-02. El Feyenoord es va classificar després de batre al Borussia Dortmund en la final de la Copa de la UEFA 2001-02. El Real Madrid va guanyar el partit 3–1, aconseguint així la seva primera Supercopa d'Europa.

## Seu
L'Estadi Louis II de Mònaco havia estat la seu de la Supercopa d'Europa cada any des de 1998. Construït el 1985, l'estadi és també la seu de l'AS Monaco, que juga la lliga francesa de futbol.

## Patrocini
- Carlsberg
- Intersport
- MasterCard/EuroCard

## Equips
| Equip        | Classificació                                         | Participació anterior (negreta indica guanyadors) |
| ------------ | ----------------------------------------------------- | ------------------------------------------------- |
| Reial Madrid | guanyadors de la Lliga de Campions de la UEFA 2001-02 | 1998, 2000                                        |
| Feyenoord    | guanyadors de la Copa de la UEFA 2001-02              | Cap                                               |

## Partit

### Detalls
| Reial Madrid CF                                   | 3–1               | Feyenoord         |
| ------------------------------------------------- | ----------------- | ----------------- |
| Paauwe 15' (a.g.) · Roberto Carlos 21' · Guti 60' | Report 1 Report 2 | Van Hooijdonk 56' |

| Real Madrid | Feyenoord |

| PO                 | 1  | Iker Casillas       |     |
| DEF                | 2  | Míchel Salgado      |     |
| DEF                | 6  | Iván Helguera       |     |
| DEF                | 4  | Fernando Hierro (c) |     |
| DEF                | 3  | Roberto Carlos      |     |
| MC                 | 10 | Luís Figo           |     |
| MC                 | 24 | Claude Makélélé     |     |
| MC                 | 19 | Esteban Cambiasso   | 88' |
| MC                 | 5  | Zinedine Zidane     | 86' |
| MC                 | 14 | Guti                | 71' |
| DV                 | 7  | Raúl                |     |
| Substituts:        |    |                     |     |
| PO                 | 13 | César               |     |
| DEF                | 15 | Raúl Bravo          |     |
| DEF                | 22 | Francisco Pavón     | 88' |
| MC                 | 8  | Steve McManaman     |     |
| MC                 | 16 | Flavio Conceição    |     |
| MF                 | 21 | Santiago Solari     | 86' |
| DV                 | 18 | Javier Portillo     | 71' |
| Entrenador:        |    |                     |     |
| Vicente del Bosque |    |                     |     |

| PO               | 1  | Edwin Zoetebier      |     |
| DEF              | 2  | Christian Gyan       | 72' |
| DEF              | 17 | Patrick Paauwe       |     |
| DEF              | 8  | Kees van Wonderen    |     |
| DEF              | 3  | Tomasz Rząsa         |     |
| MC               | 23 | Brett Emerton        |     |
| MC               | 6  | Paul Bosvelt (c)     |     |
| MC               | 14 | Shinji Ono           |     |
| MC               | 10 | Anthony Lurling      |     |
| DV               | 7  | Bonaventure Kalou    |     |
| DV               | 9  | Pierre van Hooijdonk |     |
| Substituts:      |    |                      |     |
| PO               | 31 | Carlo l'Ami          |     |
| DEF              | 5  | Ramon van Haaren     |     |
| DEF              | 20 | Ferry de Haan        |     |
| DEF              | 27 | Civard Sprockel      |     |
| MC               | 18 | Leonardo dos Santos  |     |
| DV               | 19 | Thomas Buffel        | 72' |
| Entrenador:      |    |                      |     |
| Bert van Marwijk |    |                      |     |

| Home del Partit: Roberto Carlos (Real Madrid) Àrbitres d'ajudant: Wilson Irvine (Escòcia) David Doig (Escòcia) Quart oficial: Stuart Dougal (Escòcia) | Regles de partit - 90 minuts. - 30 minuts de temps extra amb gol de plata si cal. - Llançaments de penals si el marcador encara està igualat. - Set jugadors a la banqueta. - Màxim de tres substitucions. |

| Supercopa d'Europa 2002   |
| ------------------------- |
| Espanya                   |
| Reial Madrid Primer títol |